# Waldbreitbach
Waldbreitbach, stazione climatica sul fiume Wied, è una comunità amministrativa (Ortsgemeinde) dello stato della Renania-Palatinato, in Germania; appartiene al circondario di Neuwied ed è la sede municipale dell'omonimo comune (Verbandsgemeinde).
Si estende su una superficie di 6,39 km² e la popolazione, alla fine del 2009, ammontava a 1.852 abitanti (290 per km²).
Vi sorgono le case madri delle congregazioni dei Fratelli Francescani della Santa Croce e delle Francescane di Santa Maria degli Angeli.